# Берто, Пьер-Габриэль
Пьер-Габриэль Берто, известный как дядя Берто (фр. Pierre-Gabriel Berthault, dit Berthault oncle; 16 декабря 1737, Сен-Мор-де-Фоссе — 3 марта 1831, Париж) — французский рисовальщик и гравёр.

## Биография
Пьер-Габриэль родился в Сен-Мор-де-Фоссе, пригороде Парижа, в семье строителя-каменщика Франсуа Берто и Элизабет Симон, крещён на следующий день в приходской церкви. Женившись 6 ноября 1758 года на Мари-Жюли Лескуа в Сен-Северене, он развёлся 13 апреля 1793 года, чтобы 29 числа того же месяца снова жениться на Мари-Мадлен Жерар.
Начинал как рисовальщик и живописец-пейзажист. Двадцать пять лет спустя он гравировал виды Парижа, Италии и Сирии. Но его главная работа — это создание серии офортов по рисункам Жана-Луи Приёра: «Исторических картин» (Tableaux historiques) событий Великой французской революции. Имя гравёра можно прочитать в нижней части более сотни этих гравюр; и он, вероятно, всё ещё работал над этой серией, когда его призвали руководить гравировальной мастерской Комиссии по публикации знаменитого издания по рисункам Д. Виван-Денона «Описание Египта» (Description de l'Égypte).
Уволенный в 1816 году, П.-Г. Берто 17 ноября 1818 года направил министру внутренних дел прошение, поддержанное Э.-Ф. Жомаром, с просьбой предоставить ему бесплатно экземпляр книги, которой он посвятил свои последние усилия; министр ответил отказом. В этом письме Берто утверждал, что ему тогда было «больше семидесяти лет», он указал свой адрес: улица Сен-Гиацинт, ворота Сен-Жак, д. 30, и подписал письмо «дядя Берто».